# Листопадове повстання 1917 (Одеса)
Листопа́дове повста́ння — спроба повалення більшовиками Одеської ради Української Народної Республіки — представництва Української Центральної Ради в Одесі. Відбулася 30 листопада (12 грудня) — 1 грудня (13 грудня) 1917 року. Закінчилася звільненням українськими військами стратегічних об'єктів міста.

## Перебіг
30 листопада (12 грудня) 1917 року в Одесі розповсюдилися чутки про роззброєння українськими військами робітничої червоної гвардії, створеної місцевими більшовиками. Того ж дня 300 червоногвардійців захопили Одеський вокзал і гараж військ Української Народної Республіки з 40 автомобілями. Бунтівники спробували залучити до повстання нейтральні сербські частини, дислоковані в Одесі для війни на Румунському фронті. Виступ підтримали матроси з крейсеру «Алмаз», де знаходився штаб заколотників. Була зроблена спроба захопити штаб Одеського військового округу та Одеської української ради.
Для протидії більшовицькому заколоту Одеська рада залучила загони гайдамаків. Протягом двох днів вони вели бої з червоногвардійцями в центрі міста, а також в районі вокзалу і штабу округу. Гайдамаки завадили заколотникам оволодіти стратегічними об'єктами Одеси. В результаті 1 грудня (13 грудня) 1917 року обидві сторони уклали перемир'я. Для примирення було створено Тимчасовий об'єднаний комітет рад за участі Одеської більшовицької ради і Одеської української ради — по 3 представника від кожної. Також було сформовано Тимчасове революційне бюро з представників Румчероду, штабу Одеського округу, української Ради, комісара Тимчасового уряду.
Згодом війська Української Народної Республіки поставили під свій контроль усі важливі об'єкти Одеси.